# Пічаловка
Піча́ловка (рос. Пичаловка, ерз. Пичевеле) — селище у складі Зубово-Полянського району Мордовії, Росія. Входить до складу Анаєвського сільського поселення.
Населення — 19 осіб (2010; 32 у 2002).
Національний склад (станом на 2002 рік):
- мордва — 97 %